# Touca de natação

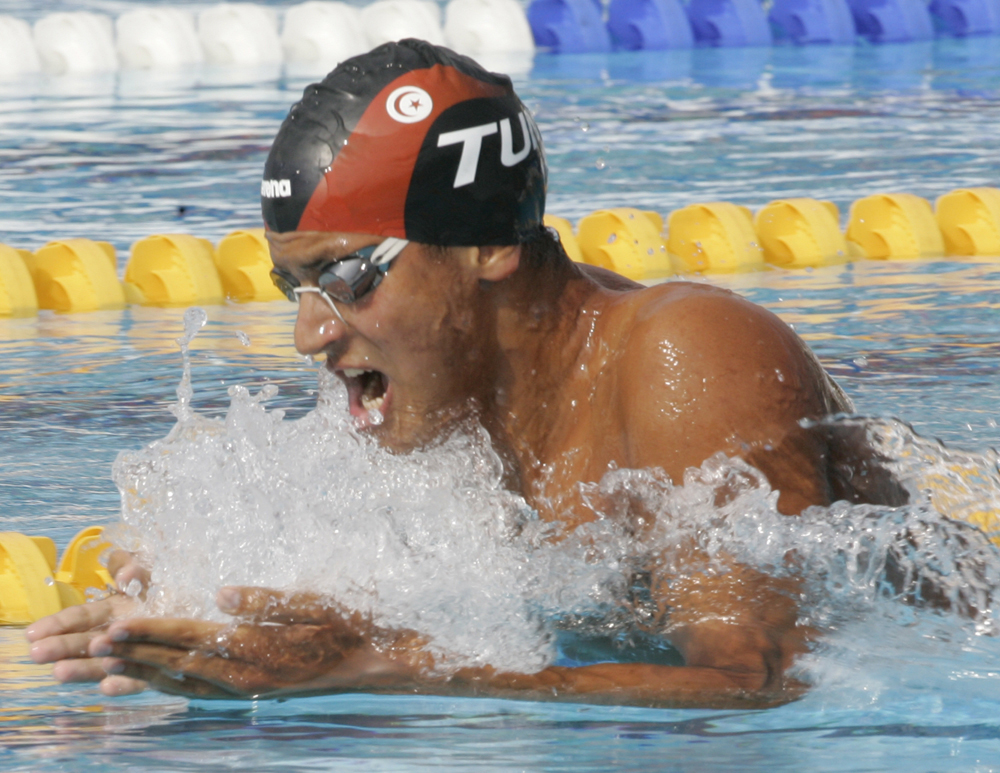
Uma touca de natação em uso

Uma touca de natação é uma vestimenta bem ajustada e colada à pele, geralmente feita de silicone, látex ou elastano, usada na cabeça por nadadores recreativos e de competição.
As toucas são usadas por várias razões::às vezes na tentativa de manter o cabelo relativamente seco, muito embora isto seja discutível, ou por higiene, ou protegê-lo da água com cloro e dos demais produtos químicos usados nas piscinas, para evitar o desgaste do sol, quando uma touca é usada com protetores de ouvido, para manter a água fora dos ouvidos.
No Brasil, a técnica de aprendizagem desenvolvida pelo nadador Gustavo Borges utiliza uma metodologia que diferencia os níveis de cada aluno pela cor da touca de natação.